# 全国高等学校ゴルフ選手権大会
全国高等学校ゴルフ選手権大会（ぜんこくこうとうがっこうゴルフせんしゅけんたいかい）は、一般社団法人日本高等学校・中学校ゴルフ連盟が主催する高校ゴルフ大会。通称「緑の甲子園」。

## 概要
大会は毎年8月に持ち回りで男女団体戦が開かれる。2020年は新型コロナ感染拡大により中止されたが、12月に代替大会として特別大会が団体戦のみ開催された。2025年より個人戦がJGA主催の日本ジュニア選手権競技に統合されるが、回次は当選手権に引き継がれる。
優勝校には文部科学大臣旗が授与される。
全国中学校ゴルフ選手権大会も併せて開催される。
テレビ中継は過去はテレビ東京、現在はスカイA・ゴルフネットTV・UUUMゴルフで実施している。

## 主な歴代出場選手

### 歴代優勝者
| 開催年 | 回数     | 高校男子                         | 高校女子                         | 中学男子 | 中学女子 |
| ------ | -------- | -------------------------------- | -------------------------------- | -------- | -------- |
| 1957   | 第1回    | 柿本亮司（慶大）                 | －                               |          |          |
| 1958   | 第2回    | 吉川隆之（兵庫・甲南）           | －                               |          |          |
| 1959   | 第3回    | 吉川隆之（兵庫・甲南）           | －                               |          |          |
| 1960   | 第4回    | 諸戸精孝（神奈川・慶応）         | －                               |          |          |
| 1961   | 第5回    | 藤原保之（東京・学習院）         | －                               |          |          |
| 1962   | 第6回    | 沼沢聖一（宮城・東北学院）       | －                               |          |          |
| 1963   | 第7回    | 沼沢聖一（宮城・東北学院）       | －                               |          |          |
| 1964   | 第8回    | 吉見啓二（山口・防府）           | －                               |          |          |
| 1965   | 第9回    | 加藤 剣（東京・成城学園）        | －                               |          |          |
| 1966   | 第10回   | 長谷川一弘（神奈川・慶応）       | －                               |          |          |
| 1967   | 第11回   | 森永秀夫（神奈川・慶応）         | －                               |          |          |
| 1968   | 第12回   | 山崎 哲（奈良・奈良帝塚山学園）  | －                               |          |          |
| 1969   | 第13回   | 清水剛一（東京・明大中野）       | －                               |          |          |
| 1970   | 第14回   | 清水剛一（東京・明大中野）       | 今村敏子（東京・日大桜丘）       |          |          |
| 1971   | 第15回   | 木村憲明（兵庫・甲南）           | 吉持姿子（神奈川・西中原中）     |          |          |
| 1972   | 第16回   | 内藤正幸（東京・玉川学園）       | 吉持姿子（神奈川・西中原中）     |          |          |
| 1973   | 第17回   | 倉本昌弘（広島・崇徳）           | 石井千枝（静岡・伊東商）         |          |          |
| 1974   | 第18回   | 湯原信光（東京・日大桜丘）       | 村瀬摩利子（愛知・金城学院）     |          |          |
| 1975   | 第19回   | 湯原信光（東京・日大桜丘）       | 加納由美子（大阪・薫英）         |          |          |
| 1976   | 第20回   | 金谷多一郎（埼玉・川越）         | 山田美佐（石川・明倫）           |          |          |
| 1977   | 第21回   | 金谷多一郎（埼玉・川越）         | 生駒佳与子（埼玉・熊谷市女）     |          |          |
| 1978   | 第22回   | 栗原雅樹（埼玉・熊谷商）         | 宮沢晴代（静岡・三島北）         |          |          |
| 1979   | 第23回   | 小芝亮一（東京・日大一）         | 中田朱美（東京・愛国学園）       |          |          |
| 1980   | 第24回   | 池田信行（熊本・荒尾）           | 中田朱美（東京・愛国学園）       |          |          |
| 1981   | 第25回   | 青山裕之（茨城・結城一）         | 文平京恵（東京・家政学園）       |          |          |
| 1982   | 第26回   | 瀧川順司（島根・松江一）         | 谷弘恵（東京・日大桜丘）         |          |          |
| 1983   | 第27回   | 川岸良兼（石川・小松明峰）       | 橋本愛子（徳島・鳴門）           |          |          |
| 1984   | 第28回   | 川岸良兼（石川・小松明峰）       | 喜多麻子（神奈川・聖和学院）     |          |          |
| 1985   | 第29回   | 深堀圭一郎（東京・明大中野）     | 平瀬真由美（熊本・熊本市立）     |          |          |
| 1986   | 第30回   | 西川哲（東京・日体荏原）         | 平瀬真由美（熊本・熊本市立）     |          |          |
| 1987   | 第31回   | 丸山茂樹（東京・日体荏原）       | 平瀬真由美（熊本・熊本市立）     |          |          |
| 1988   | 第32回   | 米倉和良（福岡・八幡西）         | 芳賀ゆきよ（愛知・藤ノ花女）     |          |          |
| 1989   | 第33回   | 米倉和良（福岡・八幡西）         | 福嶋晃子（神奈川・白鵬女）       |          |          |
| 1990   | 第34回   | 白浜浩高（東京・啓明学園）       | 福嶋晃子（神奈川・白鵬女）       |          |          |
| 1991   | 第35回   | 原口鉄也（千葉・東京学館浦安）   | 福嶋晃子（神奈川・白鵬女）       |          |          |
| 1992   | 第36回   | 国吉博一（東京・日体荏原）       | 西麻里（中京商・岐阜）           |          |          |
| 1993   | 第37回   | 国吉博一（東京・日体荏原）       | 韓煕圓（韓国大清中）             |          |          |
| 1994   | 第38回   | 近藤智弘（千葉・東京学館浦安）   | 李定垠（韓国世和女高）           |          |          |
| 1995   | 第39回   | 星野英正（宮城・仙台育英）       | 高橋美友紀（埼玉・埼玉栄）       |          |          |
| 1996   | 第40回   | 市原建彦（茨城・水城）           | 大川詩乃（北海道・駒大岩見沢）   |          |          |
| 1997   | 第41回   | 宮里優作（大阪・大阪桐蔭）       | 勇知江（熊本・熊本中央女）       |          |          |
| 1998   | 第42回   | 清田太一郎（福岡・沖学園）       | 紫垣綾花（熊本・東海大二）       |          |          |
| 1999   | 第43回   | 石川裕貴（広島・瀬戸内）         | 高松聖（香川・香川西）           |          |          |
| 2000   | 第44回   | 石川裕貴（広島・瀬戸内）         | 古閑美保（熊本・東海大二）       |          |          |
| 2001   | 第45回   | 武山皓太郎（岐阜・中京）         | 宮里藍（宮城・東北）             |          |          |
| 2002   | 第46回   | 斉藤麗（山梨・駿台甲府）         | 宮里藍（宮城・東北）             |          |          |
| 2003   | 第47回   | 津曲泰弦（福岡・柳川）           | 横峯さくら（高知・明徳義塾）     |          |          |
| 2004   | 第48回   | 井上紳也（埼玉・埼玉栄）         | 原江里菜（宮城・東北）           |          |          |
| 2005   | 第49回   | 藤本佳則（宮城・東北）           | 森桜子（宮城・東北）             |          |          |
| 2006   | 第50回   | 永野竜太郎（茨城・水城）         | 菊地絵理香（宮城・東北）         |          |          |
| 2007   | 第51回   | 森本雄（宮城・東北）             | 中山三奈（兵庫・滝川二）         |          |          |
| 2008   | 第52回   | 松山英樹（高知・明徳義塾）       | 青木瀬令奈（群馬・前橋商）       |          |          |
| 2009   | 第53回   | 小野田亨也（静岡・クラーク浜松） | 福田真未（福岡・沖学園）         |          |          |
| 2010   | 第54回   | 竹安俊也（茨城・鹿島学園）       | 福田真未（福岡・沖学園）         |          |          |
| 2011   | 第55回   | 小西健太（広島・瀬戸内）         | 川岸史果（神奈川・日大高）       |          |          |
| 2012   | 第56回   | 勝亦悠斗（静岡・富士市立）       | 権藤可恋（福岡・福岡第一）       |          |          |
| 2013   | 第57回   | 平石健太（東京・堀越）           | 柏原明日架（宮崎・日南学園）     |          |          |
| 2014   | 第58回   | 徳光祐哉（山口・高川学園）       | 佐藤耀穂（埼玉・埼玉栄）         |          |          |
| 2015   | 第59回   | 関将太（茨城・水城）             | 新垣比菜（沖縄・興南）           |          |          |
| 2016   | 第60回   | 金谷拓実（広島・広島国際学院）   | 浜崎未来（島根・宍道）           |          |          |
| 2017   | 第61回   | 村上拓海（千葉・千葉学芸）       | 政田夢乃（北海道・北海学園札幌） |          |          |
| 2018   | 第62回   | 久常涼 (岡山県･作陽）            | 和久井麻由 (東京都･代々木)       |          |          |
| 2019   | 第63回   | 杉浦悠太（福井・福井工大福井）   | 山下美夢有（大阪・大阪桐蔭）     |          |          |
| 2020   | 特別大会 | 団体戦のみ                       | 団体戦のみ                       |          |          |
| 2021   | 第65回   | 中野麟太朗（東京・明大中野）     | 櫻井心那（長崎・長崎日大）       |          |          |
| 2022   | 第66回   | 林田直也（福岡・沖学園）         | 上田澪空（東京・共立女二）       |          |          |
| 2023   | 67回     | 大嶋港                           | 長澤愛羅・荒木優奈               | 清本貴秀 | 後藤あい |
| 2024   | 68回     | 小川琥太郎                       | 仲村梓                           | 神永直輝 | 福田美来 |

### 他の主な出場選手

#### 男子
- 中嶋常幸
- 米山剛
- 伊沢利光
- 谷口徹
- 横田真一
- 片山晋呉
- 矢野東
- 池田勇太
- 石川遼

#### 女子
- 服部道子
- 木村敏美
- 東尾理子
- 米山みどり
- 大山志保
- 上原彩子
- 諸見里しのぶ
- 有村智恵
- 森田理香子
- 鈴木愛
- 堀琴音
- 渋野日向子（2015年団体の部優勝）
- 大里桃子
- 稲見萌寧
- 安田祐香（2017年団体の部優勝）
- 古江彩佳（2017年団体の部優勝）
- 西村優菜
- 吉田優利
- 西郷真央